# Генрік Галеєн
Ге́нрік Гале́єн (нім. Henrik Galeen, 7 січня 1881, Стрий — 30 липня 1949, Рендолф) — німецький кінематографіст періоду німого кіно; працював сценаристом, режисером, актором.

## Біографія
Гайнріх Візенберг (нім. Heinrich Wiesenberg) народився 7 січня 1881 року в Австро-Угорщині, місті Стрий (нині на території Львівської області, Україна). Працював репортером, грав на сценах провінційних театрів. З 1906 року — асистент Макса Рейнгардта в Німецькому Театрі в Берліні, де пропрацював аж до сезону 1909–1910 років. У цей період познайомився з Ельвірою Адлер, сестрою актора Джона Готтоута, яка народила Генріку двох дітей. З 1911 року — режисер у Берлінському Народному театрі. З 1920 року він разом з Джоном Готтоутом був також художнім керівником берлінського Театру на Комендантенштрассе.
У кінематографі дебютував як співрежисер Пауля Вегенера (вони були також співавторами сценарію фільму, а також обоє зіграли в ньому як актори) фільму «Ґолем» (Der Golem, 1915). Після закінчення Першої світової війни він знову повернувся до роботи в кіно — спочатку як сценарист, а потім і як режисер. Генрік Галеєн є автором і співавтором сценаріїв таких класичних фільмів, як «Ґолем, як він прийшов у світ» (Der Golem, wie er in die Welt kam, 1920), «Носферату. Симфонія жаху» (Nosferatu. Eine Symphonie des Grauens, 1922), «Кабінет воскових фігур» (Das Wachsfigurenkabinett, 1924). Серед його власних постановок виділяються «Празький студент» (Der Student von Prag, 1926) і «Альрауне» (Alraune, 1928).
З 1928 по 1931 рік Галеєн ставив фільми у Великій Британії, потім знову повернувся працювати в Німеччину. У 1933 році після приходу нацистів до влади він був вимушений поїхати з країни, жив у Великій Британії, а в 1940 році перебрався до США. Галеєн кілька разів робив спроби поставити звуковий фільм про Ґолема, проте цим планам так і не судилося було здійснитися.
Генрік Галеєн помер 30 липня 1949 року від раку в місті Рендолф в США.

## Обрана фільмографія

### Сценарист
- 1915 Ґолем / Der Golem
- 1920 Ґолем, як він прийшов у світ / Der Golem, wie er in die Welt kam
- 1922 Носферату. Симфонія жаху / Nosferatu the Vampire
- 1926 Празький студент / Der Student von Prag
- 1928 Альрауне / Alraune

### Режисер
- 1915 Ґолем / Der Golem (з Паулем Вегенером)
- 1923 Юдіт Трахтенберг / Judith Trachtenberg
- 1923 Кабінет воскових фігур / Das Wachsfigurenkabinett
- 1926 Празький студент / Der Student von Prag
- 1927 Великий блеф / Sein größter Bluff
- 1928 Альрауне / Alraune
- 1929 Після вердикту / After the Verdict

### Актор
- 1915 Ґолем / Der Golem — антиквар